# Josip Barković
Josip Barković (Otočac, 16. siječnja 1918. – Zagreb, 7. prosinca 2011.) bio je hrvatski književnik, scenarist i redatelj.

## Životopis
Rođen je u Otočcu 16. siječnja 1918. godine. Osnovnu školu i nižu gimnaziju završio je u rodnom mjestu, a preparandiju u Gospiću, Karlovcu i Beogradu. Upisao je Filozofski fakultet u Zagrebu, ali zbog Drugog svjetskog rata ne završava studij.
Prve pjesmje objavljuje 1936. godine u časopisima „Mladost” i „Jadranska straža”. Prvu zbirku pjesama pod nazivom „Pjesme slobodi” objavio je u Gospiću 1940. godine.
Radio je kao učitelj u Prozoru (1941./1942.) te kao činovnik Kotarske uprave u aprovizaciji u Otočcu (1942./1943.).
Godine 1944. izabran je u Okružni odbor Narodne fronte za Liku. Nakon rata radio je u promidžbenom odjelu NOO- za Liku. Uređivao je listove: „Lički kurir”, „Vijesti” i „Putem slobode”. U promidžbenom je odjelu ZAVNOH-a uređivao „Usmene novine za Hrvatsku” te je radio u redakciji „Vjesnika”.
Bio je tajnik „Društva za kulturnu suradnju Hrvatske i SSSR-a” te urednik časopisa „Izvor” i „Krugovi”. Više je puta bio odbornik „Društva književnika Hrvatske”, zatim 1951. tajnik Društva te od 1976. do 1978. i predsjednik. Kasnije je radio kao umjetnički rukovoditelj Jadran filma.
Postao je član suradnik Hrvatske akademije znanosti i umjetnosti 1980. godine te je iste godine dobio Državnu nagradu za životno djelo Vladimir Nazor.

## Filmografija

### Scenarist
- „Maršal Tito u Hrvatskoj” (1946.)
- „Sinji galeb” (1953.)

### Režija
- „Maršal Tito u Hrvatskoj” (1946.)

### Pripovijetke i novele
- „Iza prve linije” (1945.)
- „Tri smrti” (1951.)
- „Na rubu noći” (1954.)
- „Zeleni dječak” (1960.)
- „Hrabra četa pionira Peće” (1965.)
- „Četiri slavne godine” (1970.)
- „Mala Jalta” (1974.)
- „Noć na Krbavskom polju” (1986.)
- „Sablasti i utvare našeg otoka” (1986.)
- „Bane Petre Zrinski” (1988.)
- „Piramida” (1999.)

### Pjesme
- „Pjesme slobodi” (1940.)

### Povijesni i feljtonistički zapisi
- „Na zagrebačkoj fronti” (1945.)
- „Iz borbe i izgradnje” (1949.)
- „Narodni heroj Marko Orešković” (1951.)

### Romani
- „Sinovi slobode” (1948.)
- „Dolina djetinjstva, I. dio” (1955.)
- „Dolina djetinjstva, II. dio” (1956.)
- „Pođimo časak umrijeti” (1958.)
- „Alma” (1963.)
- „Sante” (1969.)
- „Tračak” (1973.)
- „Vinograd” (1978.)
- „Droga na seoski način” (1980.)

### Članci
- Musa, Šimun. 2011. In memoriam Josip Barković. Hum. Sveučilište u Mostaru – Filozofski fakultet. Mostar.  (7): 428–430

## Vanjske poveznice
- Josip Barković u internetskoj bazi filmova IMDb-u (engl.)